# Campylopus
Campylopus (deutsch Krummstielmoose) ist eine Gattung von Laubmoosen aus der Familie Leucobryaceae.

## Merkmale
Campylopus-Arten sind sehr verschiedengestaltig, die Pflanzen sind meist mäßig groß bis sehr kräftig, etwa 3 bis 10 Zentimeter oder fallweise noch größer. Die Blätter sind aus lanzettlicher Basis in eine lange Pfriemenspitze ausgezogen; die stets sehr breite Rippe füllt gewöhnlich die Pfrieme ganz und tritt mehr oder weniger lang aus. Der Aufbau der Rippe im Querschnitt ist dreilagig mit Stereiden oder Hyalocyten unter und/oder über den medianen Deuterzellen. Blattflügelzellen sind oft differenziert.
Die Arten sind diözisch. Die Seta ist anfangs schwanenhalsartig gebogen, später aufrecht und 5 bis 10 Millimeter lang, die Sporenkapsel ist elliptisch und aufrecht bis gekrümmt, der Deckel kegelig und geschnäbelt, die Kalyptra kappenförmig. Neben der Vermehrung mit Sporen gibt es die vegetative Vermehrung mit Blättern, Blattspitzen, abbrechenden Trieben, Knospen und Rhizoidgemmen.
Die Moose sind kalkmeidend und kosmopolitisch verbreitet mit Schwerpunkt in den Tropen.

## Systematik
Die Gattung Campylopus war traditionell Bestandteil der Familie Dicranaceae. Nach der Systematik von Frey/Fischer/Stech wird sie zusammen mit einigen anderen Gattungen von Dicranaceae ausgegliedert und in die Familie Leucobryaceae gestellt.

## Arten
Nach Frey/Fischer/Stech gibt es weltweit etwa 150 Arten.
Die folgenden Arten kommen in Deutschland, Österreich und der Schweiz vor: 
- Campylopus brevipilus
- Campylopus flexuosus, Bogiges Krummstielmoos
- Campylopus fragilis, Zerbrechliches Krummstielmoos
- Campylopus gracilis, Feines Krummstielmoos
- Kaktusmoos (Campylopus introflexus)
- Torf-Krummstielmoos (Campylopus pyriformis)
- Campylopus subulatus, Pfriemen-Krummstielmoos